# Berceto
Berceto é uma comuna italiana da região da Emília-Romanha, província de Parma, com cerca de 2.430 habitantes. Estende-se por uma área de 131 km², tendo uma densidade populacional de 19 hab/km². Faz fronteira com Borgo Val di Taro, Calestano, Corniglio, Pontremoli (MS), Solignano, Terenzo, Valmozzola.

## Demografia
| Variação demográfica do município entre 1861 e 2011                               |
|                                                                                   |
| Fonte: Istituto Nazionale di Statistica (ISTAT) - Elaboração gráfica da Wikipedia |